# تولاور
تولاور (به لاتین: Tuulavere) یک روستا در استونی است که در دهستان ساره واقع شده‌است.

## خصوصیات
تولاور ۱۷ نفر جمعیت دارد.